# 刘红军
刘红军（1947年—），山东临沂平邑人，中国人民解放军将领、中国人民解放军武警中将。 
2006年，授予中国人民解放军武警中将，曾任武警部队副司令员。